# Vector de Poynting
Na Física, o vetor de Poynting representa a densidade direcional do fluxo de energia (a quantidade de energia transferida por unidade de área, em watts por metro quadrado (W·m−2)) de um campo eletromagnético. Foi nomeado em homenagem ao seu descobridor John Henry Poynting. Oliver Heaviside e Nikolay Umov independentemente co-descobriram o vetor de Poynting.

## Definição

Radiação de um dipolo disposto verticalmente na página mostrando a intensidade do campo elétrico (cores) e o vetor de Poynting (setas) no plano da página.

Nos trabalhos originais de Poynting e  em muitos livros texto, é usualmente denotado por S ou N, e definido como:
{\displaystyle \mathbf {S} =\mathbf {E} \times \mathbf {H} ,}
a qual é comumente chamada de forma de Abraham;
onde E é o campo elétrico e H o campo magnético. (Todas as letras em negrito representam vetores.)
Ocasionalmente uma definição alternativa em termos de campo elétrico E e a densidade de fluxo magnético B é usada.  É sempre possível combinar o campo de deslocamento D com a densidade de fluxo magnético B para ter a forma Minkowski do vetor de Poynting, ou usar D e H para construir outro.
A escolha tem sido controversa: Pfeifer et al.
e resume a longa disputa centenária entre proponentes das formas de Abraham e Minkowski.
O vetor de Poynting representa o caso particular do vetor do fluxo de energia para energia eletromagnética. Entretanto, qualquer tipo de energia tem sua direção de movimento no espaço, assim como sua densidade, então os vetores de fluxo podem ser definidos para outros tipos de energia também, exemplo, para energia mecânica. O vetor Umov-Poynting  descoberto por Nikolay Umov em 1874 descreve o fluxo de energia em médias elásticas e líquidas numa visão completamente generalizada.

### Interpretação

Circuito de corrente contínua constituído por uma Bateria (V) e um resistor (R). Também são mostrados o vetor de Poynting (S, azul) o campo elétrico (E, vermelho) e o campo magnético (H, verde).

O vetor de Poynting aparece no teorema de Poynting (veja este artigo para a dedução do teorema e do vetor), uma lei de conservação de energia,
{\displaystyle {\frac {\partial u}{\partial t}}=-\mathbf {\nabla } \cdot \mathbf {S} -\mathbf {J} _{f}\cdot \mathbf {E} ,}
onde Jf é a densidade de corrente das cargas livres e u é a densidade de energia eletromagnética,
{\displaystyle u={\frac {1}{2}}\left(\mathbf {E} \cdot \mathbf {D} +\mathbf {B} \cdot \mathbf {H} \right)}
onde B é a densidade de fluxo magnético e D o campo de deslocamento elétrico.
O primeiro termo do lado direito representa a rede do fluxo de energia eletromagnética em um volume pequeno, enquanto o segundo termo representa a porção subtraída do trabalho executado pelas correntes elétricas livres que não são necessariamente convertidas em energia eletromagnética (dissipação, calor). Nesta definição, correntes elétricas ligadas não são incluídas neste termo, e em vez disso contribuem para S e u.
Note que u só pode ser dado se for linear, não dispersiva e materiais uniformes são envolvidos, i.e., se as relações constitutivas podem ser escritas como
{\displaystyle \mathbf {D} =\varepsilon \mathbf {E} \,\quad \mathbf {H} =\mathbf {B} /\mu }
onde ε e μ são constantes (as quais dependem do material onde a energia flui), chamadas de permissividade e permeabilidade, respectivamente, do material.
Isto praticamente limita o teorema de Poynting na sua forma para campos no vácuo. Uma generalização para materiais dispersivos é possível sobre certas circunstâncias no custo de termos adicionais e na perda de suas interpretações físicas claras.
O vetor de Poynting é usualmente interpretado como fluxo de energia, mas isso só é estritamente correto para radiação eletromagnética. O caso mais geral é descrito pelo teorema de Poynting descrito acima, onde isto ocorre como divergência, que significa que só pode descrever a  mudança da densidade de energia no espaço, ao invés de fluxo.

### Invariância à adição de uma onda de um campo
Visto que o vetor de Poynting somente ocorre no teorema de Poynting como divergência ∇ • S, o vetor de Poynting S é arbitrariamente na medida em que se pode adicionar rotações de um campo F para S,
{\displaystyle \mathbf {S} '=\mathbf {S} +\nabla \times \mathbf {F} \,\Rightarrow \,\nabla \cdot \mathbf {S} '=\nabla \cdot \mathbf {S} \,,}
visto que a divergência do termo da onda é zero: ∇ • (∇ × F) = 0 para um campo arbitrário F. Fazer isso não é comum ou útil embora, e vai levar a inconsistências na descrição relativista do campo eletromagnético nos termos do tensor de energia-momento.

## Formulação em termos de campos microscópicos
Em alguns casos, pode ser mais apropriado em definir o vetor de Poynting S como
{\displaystyle \mathbf {S} ={\frac {1}{\mu _{0}}}\mathbf {E} \times \mathbf {B} ,}
onde μ0 é a constante magnética.
Pode ser deduzido diretamente das equações de Maxwell em termos de carga e corrente total e da lei da força de Lorentz somente.
A forma correspondente do teorema de Poynting é
{\displaystyle {\frac {\partial u}{\partial t}}+\nabla \cdot \mathbf {S} =-\mathbf {J} \cdot \mathbf {E} ,}
onde J é a densidade de corrente total  e a densidade de energia u é
{\displaystyle u={\frac {1}{2}}\left(\varepsilon _{0}\mathbf {E} ^{2}+{\frac {1}{\mu _{0}}}\mathbf {B} ^{2}\right)}
onde ε0 é a constante elétrica.
As duas definições alternativas do vetor de Poynting são equivalentes no vácuo ou em metais não magnéticos, onde B = μ0 H. Em todos outros casos, eles diferem nisso
{\displaystyle \mathbf {S} ={\frac {1}{\mu _{0}}}\mathbf {E} \times \mathbf {B} ,}
e a correspondente u é puramente radiativa, visto que o termo de dissipação, (−J • E) cobre a corrente total, enquanto a definição em termos de H tem contribuições das correntes amarradas que falta então o termo de dissipação.
Visto que somente os campos microscópicos E e B são necessários na dedução de
{\displaystyle \mathbf {S} ={\frac {1}{\mu _{0}}}\mathbf {E} \times \mathbf {B} ,}
suposições sobre qualquer material possivelmente presente pode ser completamente evitada, e o vetor de Poynting assim como o teorema nesta definição são universalmente válidos, no vácuo e qualquer tipo de material. Isto é especialmente verdadeiro para a densidade de energia eletromagnética, em contraste para o caso acima.
{\displaystyle {\vec {w}}={\vec {v}}-{\vec {u}}}
e que:
{\displaystyle w_{x}=v_{x}-u_{x}}
assim como:
{\displaystyle w_{y}=v_{y}-u_{y}.}
Logo temos que, dados dois vetores:
{\displaystyle {\vec {v}},{\vec {u}}}
a sua subtração resulta em:
{\displaystyle {\vec {w}}=\langle v_{x}-u_{x},v_{y}-u_{y}\rangle }

## Tempo médio do vetor de Poynting
Para campos eletromagnéticos de funções periódicas senoide, a média do fluxo de energia   por unidade de tempo é muitas vezes mais útil, e pode ser encontrando tratando os campos elétricos e magnéticos como vetores complexos e segue (asterisco * denota o conjugado):
{\displaystyle {\begin{aligned}\mathbf {S} &=\mathbf {E} \times \mathbf {H} \\&=\mathrm {Re} \left(\mathbf {\widetilde {E}} \right)\times \mathrm {Re} \left(\mathbf {\widetilde {H}} \right)\\&=\mathrm {Re} \left(\mathbf {E_{c}} e^{j\omega t}\right)\times \mathrm {Re} \left(\mathbf {H_{c}} e^{j\omega t}\right)\\&={\frac {1}{2}}\left(\mathbf {E_{c}} e^{j\omega t}+\mathbf {E_{c}} ^{*}e^{-j\omega t}\right)\times {\frac {1}{2}}\left(\mathbf {H_{c}} e^{j\omega t}+\mathbf {H_{c}} ^{*}e^{-j\omega t}\right)\\&={\frac {1}{4}}\left(\mathbf {E_{c}} \times \mathbf {H_{c}} ^{*}+\mathbf {E_{c}} ^{*}\times \mathbf {H_{c}} +\mathbf {E_{c}} \times \mathbf {H_{c}} e^{2j\omega t}+\mathbf {E_{c}} ^{*}\times \mathbf {H_{c}} ^{*}e^{-2j\omega t}\right)\\&={\frac {1}{4}}\left(\mathbf {E_{c}} \times \mathbf {H_{c}} ^{*}+\left(\mathbf {E_{c}} \times \mathbf {H_{c}} ^{*}\right)^{*}+\mathbf {E_{c}} \times \mathbf {H_{c}} e^{2j\omega t}+\left(\mathbf {E_{c}} \times \mathbf {H_{c}} e^{2j\omega t}\right)^{*}\right)\\&={\frac {1}{2}}\mathrm {Re} \left(\mathbf {E_{c}} \times \mathbf {H_{c}} ^{*}\right)+{\frac {1}{2}}\mathrm {Re} \left(\mathbf {E_{c}} \times \mathbf {H_{c}} e^{2j\omega t}\right).\end{aligned}}}
A média sobre o tempo é dado como
{\displaystyle \langle \mathbf {S} \rangle ={\frac {1}{T}}\int _{0}^{T}\mathbf {S} (t)dt={\frac {1}{T}}\int _{0}^{T}\left[{\frac {1}{2}}\mathrm {Re} \left(\mathbf {E_{c}} \times \mathbf {H_{c}} ^{*}\right)+{\frac {1}{2}}\mathrm {Re} \left(\mathbf {E_{c}} \times \mathbf {H_{c}} e^{2j\omega t}\right)\right]dt.}
O segundo termo é uma curva senoidal
{\displaystyle \mathrm {Re} \left(e^{2j\omega t}\right)=\cos 2\omega t}
e sua média é zero, dando
{\displaystyle \langle \mathbf {S} \rangle ={\frac {1}{2}}\mathrm {Re} \left(\mathbf {E_{c}} \times \mathbf {H_{c}} ^{*}\right)={\frac {1}{2}}\mathrm {Re} \left(\left[\mathbf {E_{c}} e^{j\omega t}\right]\times \left[\mathbf {H_{c}} ^{*}e^{-j\omega t}\right]\right)={\frac {1}{2}}\mathrm {Re} \left(\mathbf {\widetilde {E}} \times \mathbf {\widetilde {H}} ^{*}\right).}

## Exemplos e aplicações

### Em um cabo coaxial

Vetor de Poynting em um cabo coaxial, mostrado em vermelho

Por exemplo, o vetor de Poynting no interior do isolante dielétrico  de um cabo coaxial é quase paralelo ao eixo do fio (assumindo nenhum campo externo ao cabo e um comprimento de onda mais longo que o diâmetro do cabo, incluindo DC).  A energia elétrica flui quase totalmente através do dielétrico entre os condutores. Muito pouca energia flui nos condutores por si só, visto que a intensidade de campo elétrico é próxima de zero. Nenhuma energia flui fora do cabo, entanto, desde que os campos elétricos e magnéticos dos condutores internos e externos cabo se cancelam.

### Dissipação resistiva
Se um condutor tem uma resistência significativa, então, perto da superfície deste condutor, o vetor de Poynting estaria inclinado para cima e impinge no condutor.  Uma vez que o vetor de Poynting entra no condutor, ele é dobrado para uma direção que é quase perpendicular à superfície.  Esta é a consequência da Lei de Snell e a uma velocidade muito baixa da luz no interior de um condutor.  Veja a página 402 de Hayt para a definição e computação da velocidade da luz em um condutor. Dentro do condutor, o vetor de Poynting representa o fluxo da energia do campo eletromagnético para o fio, produzindo resistência e aquecimento Joule no fio.  Para a dedução que começa com a lei de Snell veja Reitz página 454.

### Em ondas planares
Numa propagação senoidal eletromagnética de onda plana linearmente polarizada de uma frequência fixa, o vetor de Poynting sempre aponta na direção de propagação enquanto oscila na amplitude. A amplitude média no tempo do vetor de Poynting é
{\displaystyle \langle S\rangle ={\frac {1}{2\mu _{0}c}}E_{0}^{2}={\frac {\varepsilon _{0}c}{2}}E_{0}^{2},}
onde E0 é o pico do valor do campo elétrico e c é a velocidade da luz no espaço livre. Este valor médio no tempo é também chamado de irradiância ou intensidade I.

#### Deduções
Numa onda eletromagnética plana, E e B são sempre perpendiculares entre si na direção de propagação. Além disso, suas amplitudes são relacionadas de acordo a
{\displaystyle B_{0}={\frac {1}{c}}E_{0},}
e suas funções de tempo e posição são
{\displaystyle E\left(t,{\mathbf {r} }\right)=E_{0}\,\cos \left(\omega \,t-{\mathbf {k} }\cdot {\mathbf {r} }\right),}
{\displaystyle B\left(t,{\mathbf {r} }\right)=B_{0}\,\cos \left(\omega \,t-{\mathbf {k} }\cdot {\mathbf {r} }\right),}
onde ω é a frequência da onda e k é o vetor de onda.
A amplitude dependente do tempo e posição do vetor de Poynting é então
{\displaystyle S(t)={\frac {1}{\mu _{0}}}E_{0}\,B_{0}\,\cos ^{2}\left(\omega t-{\mathbf {k} }\cdot {\mathbf {r} }\right)={\frac {1}{\mu _{0}c}}E_{0}^{2}\cos ^{2}\left(\omega t-{\mathbf {k} }\cdot {\mathbf {r} }\right)=\varepsilon _{0}cE_{0}^{2}\cos ^{2}\left(\omega t-{\mathbf {k} }\cdot {\mathbf {r} }\right).}
No último passo, nós usamos a igualdade ε0μ0 = c−2. Visto que o tempo- ou espaço médio do cos2(ωt − k • r) é 1/2, segue que
{\displaystyle \left\langle S\right\rangle ={\frac {\varepsilon _{0}c}{2}}E_{0}^{2}.}
Será apreciado quantitativamente que o vector de Poynting apenas será avaliado a partir de um conhecimento prévio da distribuição de campos eléctricos e magnéticos, os quais são calculados aplicando as condições de ligação para um determinado conjunto de circunstâncias físicas, por exemplo uma antena dipolo. Portanto os campos E e H formam o primeiro objeto de de qualquer análise, enquanto o vetor de Poynting permanece como um interessante subproduto.

### Pressão de radiação
A densidade da quantidade de movimento linear do campo eletromagnético é S/c2 (a velocidade da luz no espaço livre). A pressão de radiação exercida por uma onda eletromagnética na superfície de um objeto é dada por:
{\displaystyle P_{rad}={\frac {\langle S\rangle }{c}},}
where {\displaystyle \langle S\rangle } a intensidade média no tempo acima.

### Em campos estáticos

Vetor de Poynting num campo estático, onde E é o campo elétrico, H o campo magnético, e S o vetor de Poynting

As considerações do vetor de Poynting em campos estáticos mostra a natureza relativista das equações de Maxwell e permite um melhor entendimento da componente magnética da força de Lorentz, q(v × B). Para ilustrar, a figura anexada é considerada, a qual descreve o vetor de Poynting num capacitor cilíndrico, que está localizado num campo H (apontando pra dentro da página) gerando um magneto permanente. Embora existam somente campos elétricos e magnéticos estáticos, o cálculo do vetor de Poynting produz um fluxo de energia elétrica no sentido horário, sem começo ou fim.
Enquanto o fluxo de energia circulando pode parecer absurda ou paradoxal, ela prova ser absolutamente necessário manter a conservação de momento. Densidade de momento é proporcional à densidade de fluxo de energia, então o fluxo de energia circulando contém momento angular. Este é o caso do componente angular da força de Lorentz a qual ocorre quando o capacitor é descarregado. Durante a descarga, o momento angular constante do fluxo de energia se esgota assim quando é transferido para as cargas da corrente de descarga de passagem do campo magnético.